# Злобін Анатолій Михайлович
Злобін Анатолій Михайлович (нар. 22 січня 1927 — 3 грудня 1993) — директор Чугуївського заводу паливної апаратури (1971—1987), Почесний громадянин міста Чугуєва (2013).

## Біографія
Народився у Чугуєві 22 січня 1927 року. В 1941 році закінчив сім класів. У вересні 1941 році сім'я була евакуйована в Середню Азію, спочатку в місто Шимкент, а пізніше в місто Джамбул. В місті Джамбул навчався у залізничному училищі за спеціальністю слюсар з ремонту вагонів, а також токар. Після визволення Чугуєва в 1943 р сім'я повернулася з евакуації. У 1944 році вступив на навчання в Харківський машинобудівний технікум, який закінчив в 1948 році, отримавши спеціальність техніка-технолога з обробки металів різанням. Після закінчення технікуму був направлений працювати на завод транспортного машинобудування ім. В. О. Малишева у місто Харків. На заводі працював: технологом, начальником технологічного бюро, заступником начальника цеху, начальником цеху, головним технологом заводу. З 1948 року по 1954 рік роботу на заводі поєднував з навчанням у Всесоюзному заочному політехнічному інституті. У 1954 році закінчив його та отримав вищу освіту. У 1970 році вступив в заочну аспірантуру при Центральному науково-дослідному інституті у Москві. У 1974 році закінчив навчання і у червні 1975 році захистив дисертацію кандидата технічних наук за спеціальністю «Технологія спеціального машинобудування». З 22 січня 1971 р по 3 квітня 1987 р. очолював Чугуївський завод паливної апаратури.
Помер 3 грудня 1993 року. Похований на Преображенському кладовищі в місті Чугуєві.

## Нагороди
- Орден Трудового Червоного Прапора
- Орден «Знак Пошани»
- Орден Дружби народів
- Медаль «За доблесну працю»
- Медаль «В ознаменування 100-річчя з дня народження Володимира Ілліча Леніна»
- Ветеран праці